# بيرتا هال
بيرتا هال (بالسويدية: Berta Hall)‏ هي ممثلة سويدية، ولدت في 21 سبتمبر 1909 في السويد، وتوفيت في 6 يونيو 1999 بغوتنبرغ في السويد.

## وصلات خارجية
- بيرتا هال على موقع IMDb (الإنجليزية)
- بيرتا هال على موقع قاعدة بيانات الأفلام السويدية (السويدية)